# Gutland
Gutland (en francès, Bon Pays) és una regió que abasta la part meridional i central del Gran Ducat de Luxemburg. Gutland s'estén pel 68% del territori de Luxemburg; al nord de Gutland queda el Oesling, que ocupa el 32% restant del Gran Ducat.
Gutland no és una regió homogènia, i inclou cinc principals subregiones: la Vall dels Set Castells, la Petita Suïssa, l'altiplà de Luxemburg, la vall del Mosel·la i les Terres Roges. Malgrat la seva varietat, Gutland té certes característiques geogràfiques generals, tant físiques com a humanes, que la diferencien de Oesling.
A diferència de l'escassament poblada Oesling, Gutland està relativament urbanitzada. Mentre que Oesling té només una ciutat amb una població major de 2.000 persones, Gutland té quatre amb una població superior als 15.000. No obstant això, les àrees urbanes de Gutland es congreguen principalment en els cantons d'Esch-sur-Alzette i Luxemburg, mentre que algunes altres parts estan gairebé tan deshabitades com Oesling.
Gutland queda més a baix, i és més plana que Oesling. Geològicament, Gutland és predominantment una gran formació de gres juràssic-triàsic, part del sistema lorenès; Oesling és predominantment esquist i quars Devonià. Tots dos tenen boscos, però els boscos d'Oesling són més nombrosos i espessos, un llegat del ritme lent de desenvolupament humà d'Oesling. La major part de Gutland és territori fèrtil agrícola, d'aquí el nom.